# Balezino
Balezino (in russo Балезино?) è un villaggio che si trova nella Repubblica Autonoma dell'Udmurtia, in Russia. È il centro amministrativo del distretto Balezinksij. 
L'insediamento è situato sulla riva sinistra del fiume Čepca, 125 km a nord di Iževsk e 30 km a sud-est di Glazov. Ha una stazione sulla linea ferroviaria «Gorkij» (Kirov-Perm').